# Carorita
Carorita là một chi nhện trong họ Linyphiidae.